# باول بينيت (مجدف)
باول بينيت (بالإنجليزية: Paul Bennett)‏ هو مجدف بريطاني، ولد في 16 ديسمبر 1988 في ليدز في المملكة المتحدة.

## وصلات خارجية
- بول بينيت على موقع الاتحاد الدولي للتجديف (الإنجليزية)
- بول بينيت على موقع اللجنة الأولمبية الدولية (الإنجليزية)
- بول بينيت على موقع أوليمبيديا (الإنجليزية)
- بول بينيت على موقع اللجنة الأولمبية البريطانية (الإنجليزية)